# Sericulus bakeri
Sericulus bakeri е вид птица от семейство Ptilonorhynchidae. Видът е почти застрашен от изчезване.

## Разпространение
Видът е разпространен в Папуа Нова Гвинея.